# Oisemont
Oisemont település Franciaországban, Somme megyében. Lakosainak száma 1134 fő (2022. január 1.). Oisemont Cannessières, Cerisy-Buleux, Fontaine-le-Sec, Forceville-en-Vimeu, Fresnes-Tilloloy, Mouflières, Neuville-au-Bois és Villeroy községekkel határos.

## Népesség
A település népességének változása:
| Lakosok száma | 1175 | 1175 | 1228 | 1171 | 1160 | 1148 | 1137 | 1130 | 1134 |
|               | 2013 | 2015 | 2016 | 2017 | 2018 | 2019 | 2020 | 2021 | 2022 |